# リプトン

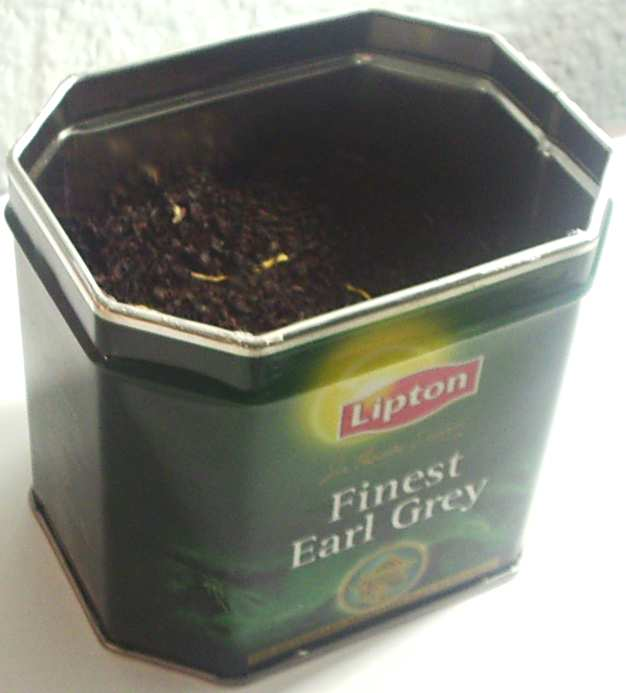
リプトンの紅茶

リプトン (Lipton) は、オランダ・ロッテルダムに本社を置くリプトン・ティーアンドインフュージョンが所有する、紅茶のブランドである。19世紀末、トーマス・リプトンによってスコットランドに誕生した。
2021年まではユニリーバが保有していた。

## 歴史
リプトンブランドの始まりは、スコットランドに生れたトーマス・リプトンが15歳からの単身渡米の後に21歳で開いた食料品店に由来する。商才に長けていたリプトンはパレードやポスター等の斬新な宣伝で世間の注目を集めた。食料品店を数多く経営するようになったリプトンは1890年夏のオーストラリア旅行の行程でセイロンに立ち寄り紅茶園を買収して大成功を収めた。
その後、アメリカ合衆国、インドに事業を展開し、1895年には王室御用商となった。
第二次世界大戦の戦災により、リプトンの組織は大きなダメージを受けた。また、1952年まで続いた紅茶の供給減少と国力の低下による購買力の減少により、イギリスは紅茶市場の中心とは言えない存在となった。
その後、リプトンはそのブランド力と、世界に先駆けて量産化させたティーバッグが北米市場を皮切りにヒットし復活を遂げた。
ユニリーバは1938年、リプトンのアメリカ合衆国およびカナダにおけるビジネスを買収した。1972年までには、リプトンのすべてがユニリーバの所有となった。
2020年1月、嗜好の変化を受けてユニリーバがリプトンの売却を含めた検討を行っている事が明らかになった。2021年、ユニリーバは紅茶事業をエカテラとして分社化。2022年7月にCVC キャピタル・パートナーズに45億ユーロで売却された 。なお、インド・インドネシア・ネパールの紅茶事業およびペプシコとの合弁のペットボトル飲料事業は売却の対象となっていない。
その後エカテラは社名をリプトン・ティーアンドインフュージョンに変更した。

## 北米事業
リプトンは1892年にアメリカに紅茶のブレンドとパックを行う工場を建設。ボストン茶会事件以来、紅茶離れが続いていたアメリカで紅茶を飲む文化が復活する契機となった。

## 日本事業

### 日本での展開

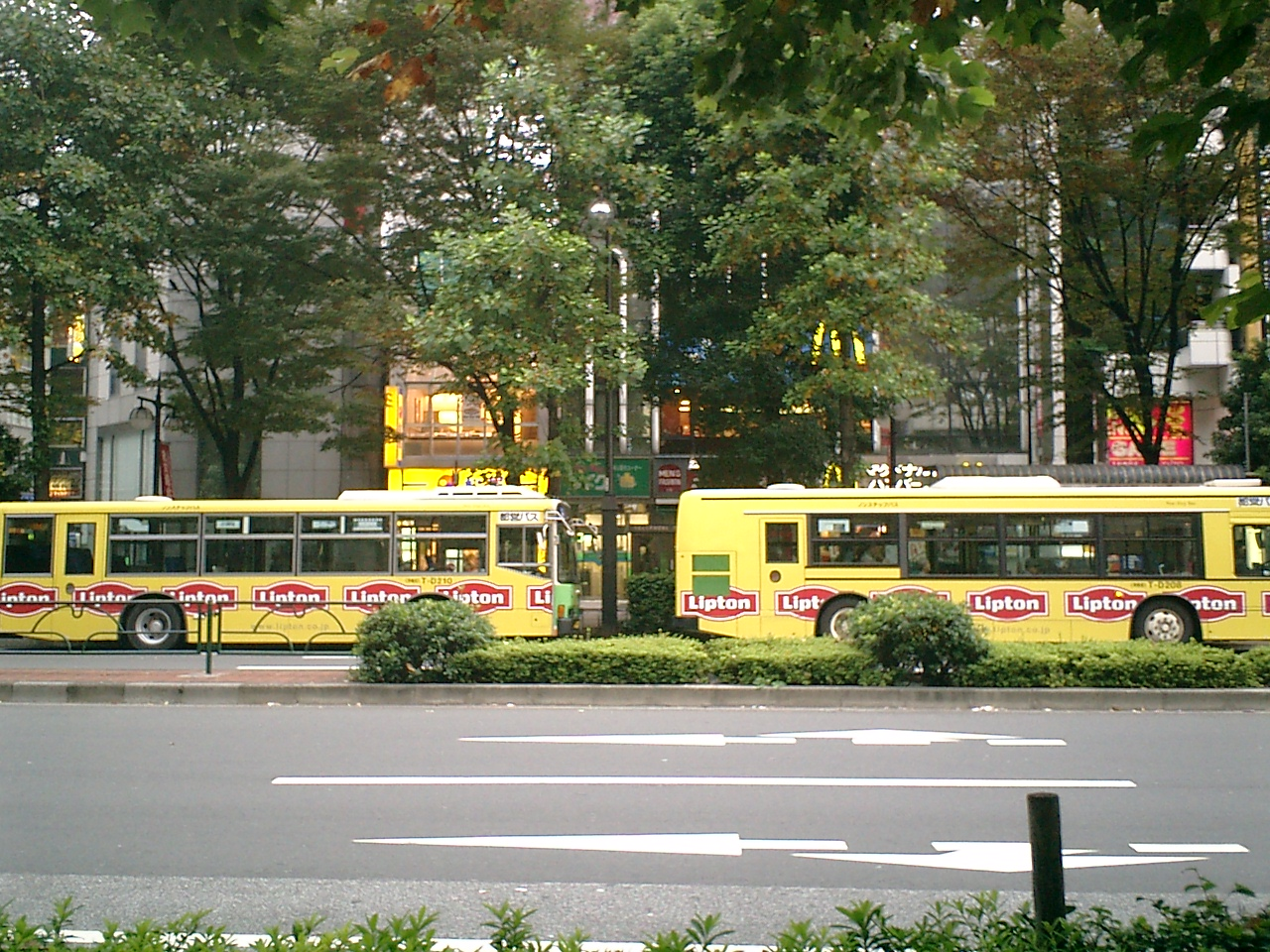
2003年11月・都営バスのラッピング車両

- 1906年に明治屋によって輸入が開始された。
- 1930年、福永兵蔵が「リプトン本社直轄喫茶部 極東支店」として京都にティーショップを開く。
- 1961年にティーバッグタイプの紅茶が急速に普及し、国内でのリプトンブランドが浸透するようになった。
- 1971年に紅茶の輸入が自由化され[7]、国内紅茶市場の40%のシェアを持つまでになっていたリプトンは、1975年、神戸にリプトンジャパン株式会社を設立する。販売促進は、リプトン紅茶の日本代理店である日本輸入食品株式会社（jipco）が担当していた。1970年代から80年代にはニッポン放送にて、『オールナイトニッポン』開始前の午前1時の時報スポンサーも務めていた。
- 茶葉など家庭用製品は、2017年3月からキーコーヒーが総代理店として販売を行っている[8]。
- 缶・ペットボトル飲料はサントリー食品インターナショナルが製造、サントリーフーズが販売している。かつてはコカ・コーラ系のボトラーを傘下に持つ「三国フーズ」や日本ペプシコーラが製造、販売したことがある。
- 紙パック・チルド飲料は森永乳業が製造・販売している。
- 先述の分社化に伴い、2021年10月1日、日本での事業を担うエカテラ・ジャパン・サービスが発足した[9]。
- 2024年1月1日、エカテラ・ジャパン・サービス株式会社は商号をリプトン・ティーアンドインフュージョン・ジャパン・サービス株式会社に変更した（製造部門のエカテラ・ジャパン株式会社もリプトン・ティーアンドインフュージョン・ジャパン株式会社に商号変更）[10]。

### 日本での商品

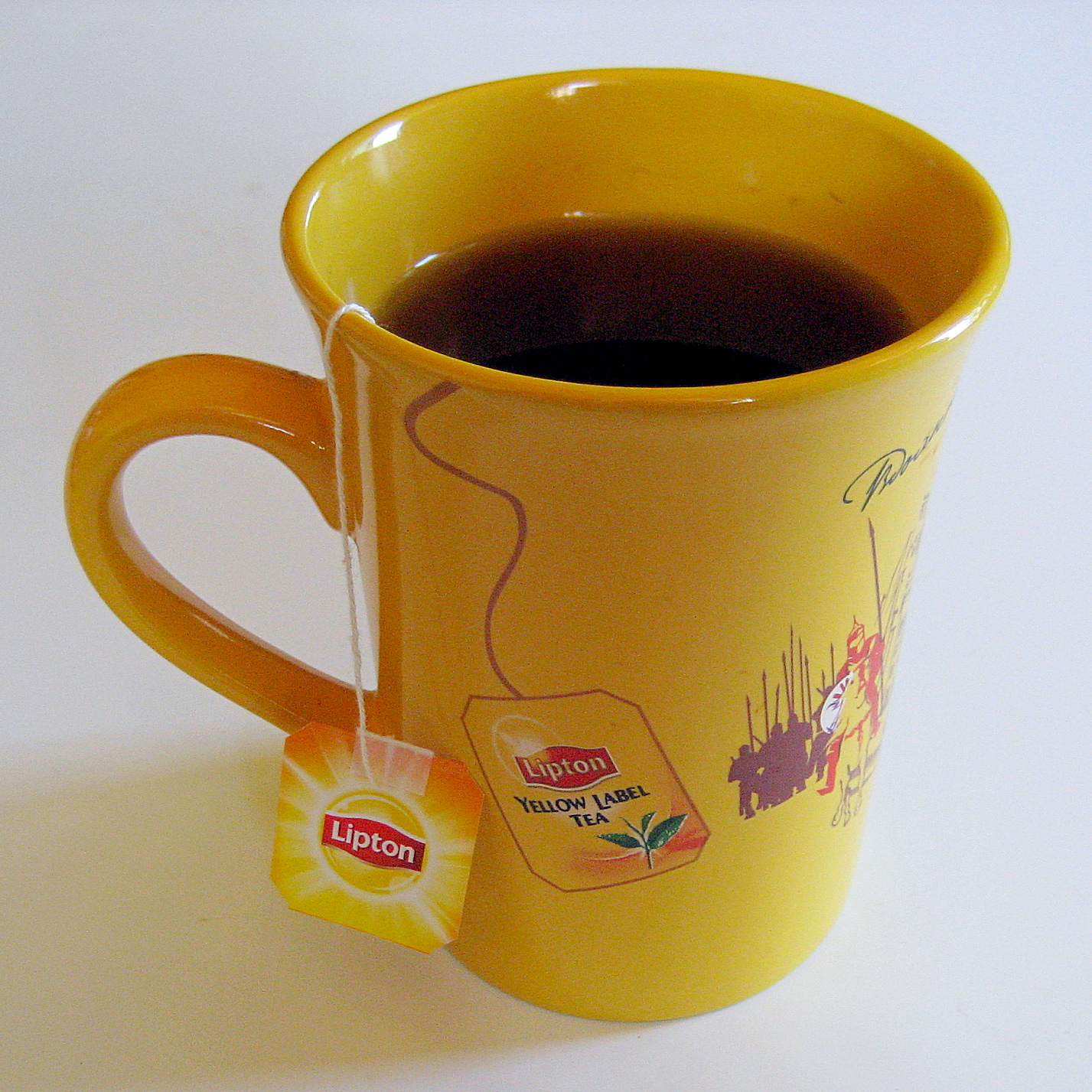
リプトン

全てではなく、生産終了品も含む。

#### ティーバッグ
リプトン イエローラベル ティーバッグ
看板商品。ピラミッド型ティーバッグと宣伝しているが、ピラミッド型とは底面が正方形の四角錘のことで、このティーバッグは三角錐なので誤りである。なお、この「ピラミッド」は登録商標である。後述のようにテトラパック型と表記することもある。
リプトン ゴリョク ティーバッグ
愛知県・岐阜県・三重県（稀に静岡県や滋賀県などのスーパーなどに置かれていた）とオンラインショップのみ限定発売。ちなみに、三菱ガス化学製の脱酸素剤・エージレスを封入した唯一の商品だった。現在は絶版（販売中止の時期不明）。
ピラミッド（三角錐）型ティーバッグ フレーバードティーシリーズ
三角錐のティーバック。正確にはピラミッドは四角錐だが、CMなどではピラミッド型と告知している。
- リプトン アップル ティーバッグ
- リプトン レモン ティーバッグ
- リプトン ストロベリー ティーバッグ
- リプトン ピーチ ティーバッグ
- リプトン メイプル ティーバッグ
- リプトン キャラメル ティーバッグ
- リプトン アールグレイ ティーバッグ
- リプトン ダージリン ティーバッグ

ハーブティーシリーズ
- リプトン ピュア ビューティー ティーバッグ
- リプトン リラックスナイト ティーバッグ
- リプトン リフレッシュ マインド ティーバッグ

その他 ティーバッグ
- リプトン ピュア＆シンプルティー ティーバッグ - お徳用100個入り。個包装を省略したことで外包装がよりコンパクトになった。（同社従来品「ブリスク」比）
- リプトン アイスティーブレンド ティーバッグ

#### リーフティー
- リプトン リーフティー ベルガモット
- リプトン リーフティー アップルゴールド
- リプトン エクストラクオリティ セイロン

#### インスタントティー
- リプトン さわやかレモンティー

#### ギフトセット
- ロイヤルコノスゥアー・ティーバッグギフトセット

#### ペットボトル・缶
- ミルクティー - 販売名は当初「リプトン　ザ・ロイヤル」。缶のみで販売されていた「ミルティーノ」は「シフォン ミルクティー」(2007年)の登場により終了。2012年から「リプトン 白の贅沢」。2023年9月頃からは280mlペットボトルのみ。

- レモンティー - ペットボトルでの販売名は「リプトン　リモーネ」。紙パック製品のレモンティーとは果汁の割合が異なる。通年品だった。
- アップルティー - ペットボトルでのみ販売。通年品だった。
- ピーチティー - 当初「クールペシェ」名で販売。定期的に販売されていた。
- ピーチ&マンゴーティー - ペットボトルでのみ販売。(2014年)
- ストレートティー - ペットボトルでの販売名は「ストレートフラッシュ」(2006年)
- スパークル アップルティーソーダ - ペットボトルでのみ販売。微炭酸アップルティー(2006年)
- オリエンタルバカンス - ペットボトルでのみ販売。バニラの香りのストレートティー(2008年)
- オリエンタルスタイル(2012年)
- ココナッツ アイランド(2008年)
- プロバンスオレンジティー(2008年)
- ティースパークル レモン(2022年)
- レモン スパークル(2023年)

#### 紙パック・チルド飲料
- レモンティー
- ピーチティー
- アップルティー
- グリーンアップルティー
- グレープティー
- ミルクティー

（2022年3月ロイヤルミルクティーにリニューアルしたが、2023年3月復活）
- ゴールデンパインアップルティー
- マンゴーティー
- マスカットティー
- ライチティー
- オレンジティー
- ストロベリーティー
- ラ・フランスティー
- グレープフルーツティー
- アプリコットティー
- ストレートティーダージリン
- ティーオレ ショコラ
- ティーオレ フルーツ
- ストロベリーティーオレ
- モンブランティーオレ
- バナナティーオレ
- ティーオレ カスタード
- カロリーゼロピーチティー
- カロリーゼロオレンジティー
- EXTRASHOT
- ゴールドキウイティー
- とろけるクリーミーミルクティー

### 日本でのCM出演者
- EPO
- かとうかずこ
- 高橋幸宏・BE THE VOICE（1998年）
- 東儀秀樹
- 川井郁子
- 白島靖代（1992年）
- 瀬戸朝香（1993年）
- 須藤真里子（1995年） - リプトンティーバッグ
- サー・トーマス・リプトン
  - 田山真美子
- テトラパック（三角錐）型ティーバッグ ひらめきフレーバードティーシリーズ
  - エド・はるみ
- リーフィン
  - BoA（2005年）
- リモーネ
  - 市川実和子
  - 高橋マリ子（2006年）
  - 安室奈美恵（2007年）
  - 平井堅（2008年）
  - 中島美嘉（2009年）
  - 柴咲コウ（2010年）
  - 黒木メイサ（2011年）
  - ミランダ・カー（2012年）
  - 木村カエラ (2013年)
  - 中村アン（2014年）
- リモーネC
  - 黒木メイサ（2011年）
- シフォン ミルクティー
  - 安室奈美恵（2007年）
- ザ・ロイヤル
  - 真木よう子（2008年）
- 贅沢ロイヤル
  - 柴咲コウ（2010年）
- スマートタイムズ ミルクティー
  - 加瀬亮（2011年）
  - 黒木メイサ（2011年）
- イエローラベルティーバッグ
  - 塩田倫（2003年）
  - KIKI（2004年）
  - 梅澤レナ（2005年）
- ゴリョク（愛知県・岐阜県・三重県限定、現在絶版）
  - 平岡恵（ナレーション、2007年）
  - 鈴木まゆみ（2008年）
- 紙パック(500ml)
  - 森泉・剛力彩芽・結花子 「海辺の乗馬」篇（2009年）
  - 剛力彩芽・小谷実由・岡本浩志 「2人の作戦」篇（2009年）
  - 少女時代（2011年）
  - 坂田梨香子（2012年 -）
- 朝の紅茶
  - ジェイミー夏樹（2015年）